# Phaconeura caesar
Phaconeura caesar är en insektsart som beskrevs av Ronald Gordon Fennah 1963. Phaconeura caesar ingår i släktet Phaconeura och familjen Meenoplidae. Inga underarter finns listade i Catalogue of Life.